# Mystical Magical
Mystical Magical è un singolo del cantante statunitense Benson Boone, pubblicato il 24 aprile 2025 come secondo estratto dal secondo album in studio American Heart.

## Descrizione
Il brano fa uso di un campionamento di Physical, celebre canzone di Olivia Newton-John del 1981.

## Promozione
Mystical Magical è stato esibito per la prima volta in televisione agli American Music Awards il 26 maggio 2025.

## Classifiche
| Classifica (2025) | Posizione massima |
| ----------------- | ----------------- |
| Australia         | 22                |
| Austria           | 32                |
| Belgio (Fiandre)  | 8                 |
| Belgio (Vallonia) | 29                |
| Bulgaria          | 9                 |
| Canada            | 20                |
| Estonia           | 6                 |
| Francia           | 70                |
| Germania          | 69                |
| Irlanda           | 9                 |
| Libano            | 10                |
| Norvegia          | 40                |
| Nuova Zelanda     | 15                |
| Paesi Bassi       | 34                |
| Portogallo        | 155               |
| Regno Unito       | 13                |
| Stati Uniti       | 17                |
| Svezia            | 80                |
| Svizzera          | 55                |

## Date di pubblicazione
| Paese                 | Data           | Formato                      | Etichetta            | Nota   |
| --------------------- | -------------- | ---------------------------- | -------------------- | ------ |
| Mondo                 | 24 aprile 2025 | Download digitale, streaming | Night Street, Warner | [ 14 ] |
| Italia                | 9 maggio 2025  | Contemporary hit radio       | Warner Italy         | [ 15 ] |
| Stati Uniti d'America | 3 giugno 2025  | Contemporary hit radio       | Night Street, Warner | [ 16 ] |